# 磯田一郎
磯田 一郎（いそだ いちろう、1913年1月12日 - 1993年12月3日）は、日本の銀行家、元ラグビー日本代表選手。
住友銀行頭取・会長、経団連副会長などを歴任した日本を代表する銀行家で、住銀の高収益体質を確立し都市銀行上位行に発展させるなどの功績を挙げるなど、「住友銀行中興の祖」「住友銀行の天皇」と称された。しかし晩年には住銀と反社会的勢力の関係を近づけさせてしまうなど負の側面が目立ち、最終的にイトマン事件が原因で引責辞任した。

## 来歴・人物
海軍軍人だった父親の赴任先、京都の舞鶴に生まれ、父が退役後、岡山の三井物産船舶部（後の商船三井）に入社したため岡山で育つ。岡山市立内山下小学校から旧制岡山一中（後の岡山県立岡山朝日高等学校）に進むが、父の転勤で旧制第二神戸中学校（のち兵庫県立兵庫高等学校）に転校。京都の旧制第三高等学校、1935年京都帝国大学法学部を卒業、住友銀行（のち三井住友銀行）に入行した。熊本県出身とするプロフィールが多いが熊本で育ったことはない。
1960年取締役、1971年に副頭取、1977年に頭取、1983年に会長就任。当時頭取の伊部恭之助とともに経営危機に陥った安宅産業を伊藤忠商事に救済合併させたほか、マツダ、アサヒビールなどの企業再建を手がけた。住友銀行を関西の銀行から、全国展開する上位行としての地位を築き、頭取就任から4年で都市銀行で収益トップの座となった。会長時代には平和相互銀行を合併、これに伴う不良債権の償却で再び失った1位の座を、わずか2年後に奪回するなど高収益体質を確立した。
1982年に米金融専門誌の「バンカー・オブ・ザ・イヤー」に選ばれ、1984年には勲一等瑞宝章を受けた。1986年から1989年までNHK経営委員長を務めた。1986年5月から1990年11月まで経団連副会長。
頭取時代にガンで死期迫る支店長を役員に指名した温情の伝説がある一方、「向こう傷を恐れるな」との言葉通りの強引な収益至上主義で知られた。
特に会長時代はイトマン事件を引き起こし、イトマンを経由して山口組の周辺者である伊藤寿永光への不正融資を行うなど、住友銀行と暴力団の関係を近付けてしまった。
1990年10月15日には横浜市の住友銀行青葉台支店長が、蛇の目ミシン工業事件で注目されていた仕手集団の光進代表に対し客を紹介し株取引の仲介をしたことで出資法違反（浮貸し）で逮捕されたことをきっかけに、これまでの住友銀行と住友グループの暗部がマスコミの注目の的となる。
老舗商社の消滅をもたらしたイトマン事件（この事件では、磯田の長女もイトマンとの不明朗な絵画取引で利権を得ていた）では批判を浴びたが「イトマンのことは墓場まで持っていく」と沈黙を守り、同年10月17日、早くも引責辞任を発表した。しかしこの一件は沈静化せず、住友銀行全体の不正融資や暴力団との関係、不良債権の実態が深刻なことが報道されていくことになる。
旧制第三高等学校、京大時代からラグビーの名手として知られ、1936年には来日したニュージーランド学生選抜とラグビー日本代表の一員として対戦（この試合は日本ラグビー協会によりキャップ認定試合＝テストマッチとして認められている）俊足のバックスとして活躍した。1990年から1992年まで日本ラグビーフットボール協会会長。1993年12月3日、80歳にて死去。

## 関連人物
- 河村良彦